# Khuếch đại thuật toán
Mạch khuếch đại thuật toán (tiếng Anh: operational amplifier), thường được gọi tắt là op-amp là một mạch khuếch đại "DC-coupled" (tín hiệu đầu vào bao gồm cả tín hiệu BIAS) với hệ số khuếch đại rất cao, có đầu vào vi sai, và thông thường có đầu ra đơn. Trong những ứng dụng thông thường, đầu ra được điều khiển bằng một mạch hồi tiếp âm sao cho có thể xác định độ lợi đầu ra, tổng trở đầu vào và tổng trở đầu ra.
Các mạch khuếch đại thuật toán có những ứng dụng trải rộng trong rất nhiều các thiết bị điện tử thời nay từ các thiết bị điện tử dân dụng, công nghiệp và khoa học. Các mạch khuếch đại thuật toán thông dụng hiện nay có giá bán rất rẻ. Các thiết kế hiện đại đã được điện tử hóa chặt chẽ hơn trước đây, và một số thiết kế cho phép mạch điện chịu đựng được tình trạng ngắn mạch đầu ra mà không làm hư hỏng.

## Lịch sử

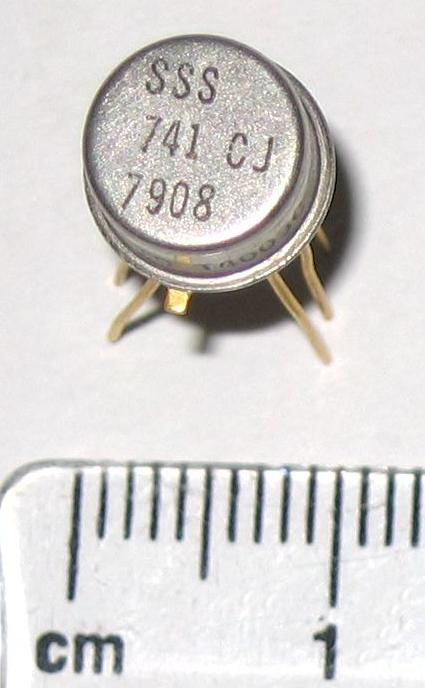
một mạch khuếch đại thuật toán 741 được đóng gói trong vỏ kim loại TO-5.

Từ khi mới ra đời, mạch khuếch đại thuật toán được thiết kế để thực hiện các phép tính bằng cách sử dụng điện áp như một giá trị tương tự để mô phỏng các đại lượng khác. Do đó, nó mới được đặt tên là "Mạch khuếch đại thuật toán". Đây là thành phần cơ bản trong các máy tính tương tự, trong đó mạch khuếch đại thuật toán sẽ thực hiện các thuật toán như cộng, trừ, tích phân và vi phân,... Tuy nhiên, mạch khuếch đại thuật toán lại rất đa năng, với rất nhiều ứng dụng khác ngoài các ứng dụng thuật toán. Các mạch khuếch đại thuật toán thực nghiệm, được lắp ráp bằng các transistor, các đèn điện tử chân không hoặc những linh kiện khuếch đại khác, được trình bày dưới dạng những mạch linh kiện rời rạc hoặc các mạch tích hợp đã tỏ ra rất tương hợp với những linh kiện thực sự.
Trong khi các mạch khuếch đại thuật toán đầu tiên phát triển trên các đèn điện tử chân không, giờ đây chúng thường được sản xuất dưới dạng mạch tích hợp (ICs), mặc dù vậy, những phiên bản lắp ráp bằng linh kiện rời cũng được sử dụng nếu cần những tiện ích vượt quá tầm của các IC.
Những mạch khuếch đại thuật toán tích hợp đầu tiên được ứng dụng rộng rãi từ cuối thập niên 1960, là các mạch sử dụng transistor lưỡng cực μA709 của hãng Fairchild, do Bob Widlar thiết kế năm 1965. Nó nhanh chóng bị thay thế bằng mạch 741, mạch này có những tiện ích tốt hơn, độ ổn định cao hơn và dễ sử dụng hơn. Mạch μA741 đến nay vẫn còn được sản xuất, và có mặt khắp nơi trong lĩnh vực điện tử - rất nhiều nhà chế tạo đã sản xuất ra các phiên bản khác của mạch này, nhưng vẫn tiếp tục thừa nhận con số ban đầu là "741". Những thiết kế tốt hơn đã được giới thiệu, một số dựa trên transistor hiệu ứng trường FET (cuối thập niên 1970) và transistor hiệu ứng trường có cổng cách điện MOSFET (đầu thập niên 1980). Rất nhiều những linh kiện hiện đại này có thể thay thế được cho các mạch sử dụng 741, mà không cần thay đổi gì, nhưng lại cho những hiệu năng tốt hơn.
Các mạch khuếch đại thuật toán thường có những thông số nằm trong những giới hạn nhất định, và có những vỏ ngoài tiêu chuẩn, cùng với nguồn điện cung cấp tiêu chuẩn. Chúng có rất nhiều ứng dụng trong lĩnh vực điện tử; chỉ cần một số ít linh kiện bên ngoài nó có thể thực hiện cả một dải rộng các tác vụ xử lý tín hiệu tương tự. Rất nhiều mạch khuếch đại thuật toán tính hợp có giá chỉ chừng vài trăm đồng nếu mua với số lượng vừa phải, trong khi những mạch khuếch đại tích hợp hoặc rời rạc với những thông số kỹ thuật không tiêu chuẩn có thể có giá đến cả vài triệu đồng đặt hàng số lượng ít.

### Nguyên lý hoạt động
Đầu vào vi sai của mạch khuếch đại gồm có đầu vào đảo và đầu vào không đảo, và mạch khuếch đại thuật toán thực tế sẽ chỉ khuếch đại hiệu số điện thế giữa hai đầu vào này. Điện áp này gọi là điện áp vi sai đầu vào. Trong hầu hết các trường hợp, điện áp đầu ra của mạch khuếch đại thuật toán sẽ được điều khiển bằng cách trích một tỷ lệ nào đó của điện áp ra để đưa ngược về đầu vào đảo. Tác động này được gọi là hồi tiếp âm. Nếu tỷ lệ này bằng 0, nghĩa là không có hồi tiếp âm, mạch khuếch đại được gọi là hoạt động ở vòng hở. Và điện áp ra sẽ bằng với điện áp vi sai đầu vào nhân với độ lợi tổng của mạch khuếch đại, theo công thức sau:
{\displaystyle V_{\mathrm {ra} }=(V_{+}-V_{-})\cdot G_{\mathrm {vongho} }}
Trong đó V+ là điện thế tại đầu vào không đảo, V- là điện thế ở đầu vào đảo và G gọi là độ lợi vòng hở của mạch khuếch đại.
Do giá trị của độ lợi vòng hở rất lớn và thường không được quản lý chặt chẽ ngay từ khi chế tạo, các mạch khuếch đại thuật toán thường ít khi làm việc ở tình trạng không có hồi tiếp âm. Ngoại trừ trường hợp điện áp vi sai đầu vào vô cùng bé, độ lợi vòng hở quá lớn sẽ làm cho mạch khuếch đại làm việc ở trạng thái bão hòa trong các trường hợp khác (Xem phần dưới đây Những sai lệch do phi tuyến). Một thí dụ cách tính toán điện áp ra khi có hồi tiếp âm sẽ được thể hiện trong phần Mạch khuếch đại không đảo cơ bản.
Một cấu hình khác của mạch khuếch đại thuật toán là sử dụng hồi tiếp dương, mạch này trích một phần điện áp ra đưa ngược trở về đầu vào không đảo. Ứng dụng quan trọng của nó dùng để so sánh, với đặc tính trễ hysteresis (Xem Schmitt trigger).

## Mạch khuếch đại thuật toán lý tưởng
Với mọi giá trị điện áp ở đầu vào, một mạch khuếch đại thuật toán "lý tưởng" có:
- Độ lợi vòng hở vô cùng lớn
- Băng thông vô cùng lớn
- Tổng trở đầu vào vô cùng lớn (để cho dòng điện đầu vào bằng không)
- Điện áp bù bằng không
- Tốc độ thay đổi điện áp vô cùng lớn
- Tổng trở đầu ra bằng không
- Tạp nhiễu (độ ồn) bằng không

Như thế, đầu vào của mạch khuếch đại thuật toán lý tưởng khi tính toán trong vòng hồi tiếp có thể mô phỏng bằng một khâu nullator, ngõ ra với một khâu norator và kết hợp cả hai (một mạch khuếch đại thuật toán lý tưởng hoàn chỉnh) bằng một khâu nullor.
Mạch khuếch đại thuật toán thực sự chỉ gần đạt được các ý tưởng trên: bên cạnh các giá trị giới hạn về tốc độ thay đổi, băng thông, điện áp bù và những thứ tương tự như thế, các thông số của mạch khuếch đại thuật toán thực tế sẽ bị thay đổi theo thời gian và có thể bị thay đổi theo nhiệt độ, tình trạng của các đầu vào... Các mạch tích hợp hiện đại sử dụng transistor hiệu ứng trường (FET) hoặc transistor hiệu ứng trường có cổng cách điện Oxit kim loại MOSFET sẽ có các đặc tính gần với mạch lý tưởng hơn các mạch sử dụng transistor lưỡng cực khi các tín hiệu lớn phải xử lý trong điều kiện nhiệt độ phòng qua một băng thông giới hạn. Đặc biệt, tổng trở vào cao hơn rất nhiều, tuy nhiên các mạch dùng transistor lưỡng cực thường tốt hơn về mặt trôi điện áp bù, và độ ồn.
Khi những giới hạn của một mạch khuếch đại thuật toán thực sự được tạm thời bỏ qua, nó có thể được xem như một chiếc hộp đen có độ lợi. Chức năng của mạch và các thông số có thể xác định bằng mạch hồi tiếp, và thường là hồi tiếp âm.

## Những giới hạn của bộ khuếch đại thuật toán thực tế

### Những sai lệch về mặt một chiều
- Độ lợi hữu hạn — Người ta thường nhắc đến điều này khi thiết kế toàn diện cố gắng tính toán độ lợi đến gần với độ lợi của mạch khuếch đại.
- Tổng trở vào hữu hạn - điều này sẽ tạo ra giới hạn trên cho việc tính toán các điện trở trong mạch hồi tiếp. Một số mạch khuếch đại thuật toán có mạch bảo vệ đầu vào chống quá áp: điều này làm cho một vài thông số đầu vào trở nên xấu hơn. Một số mạch khuếch đại thuật toán có cả hai phiên bản: có bảo vệ đầu vào (như vậy làm giảm các đặc tính đôi chút) và không có bảo vệ đầu vào.
- Tổng trở ra không xuống đến không - Điều này quan trọng đối với tải có tổng trở thấp. Ngoại trừ đối với trường hợp điện áp ra rất bé, người ta thường phải cân nhắc đến vấn đề công suất đầu tiên. Tổng trở ra tỷ lệ nghịch với dòng tĩnh của tầng cuối (nếu dòng tĩnh rất bé thì tổng trở ra sẽ rất lớn).
- Dòng điện định thiên đầu vào — Một dòng điện nhỏ (cỡ ~10 nA đối với các mạch khuếch đại thuật toán dùng Transistor lưỡng cực, hoặc cỡ pA đối với các thiết kế dùng CMOS) chảy trong mạch vào. Dòng điện này thường hơi chênh lệch nhau đối với hai đầu vào đảo và không đảo. Sự chênh lệch ấy gọi là dòng bù đầu vào (input offset current). Ảnh hưởng của nó chỉ có ý nghĩa đối với những mạch có công suất rất thấp.
- Điện áp bù đầu vào (Input offset voltage) — Đây là điện áp cần đặt vào đầu vào để bảo đảm đầu ra bằng 0. Hạn chế này làm ảnh hưởng mạnh đến các thông số của mạch khuếch đại mà có thể phụ thuộc vào điểm không của mạch, thường là điện áp nằm giữa điện áp cấp nguồn dương và điện áp cấp nguồn âm. Trong một mạch khuếch đại hoàn hảo, điện áp bù đầu vào bằng không. Tuy nhiên thực tế nó vẫn tồn tại trong các mạch khuếch đại thuật toán vì sự sai lệch trong mạch khuếch đại vi sai đầu vào. Điện áp bù đầu vào gây ra những vấn đề: Thứ nhất, do độ lợi vòng hở quá lớn, mạch khuếch đại sẽ chuyển sang trạng thái bào hòa khi hoạt động không có hồi tiếp âm, ngay cả khi chúng ta nối tắt 2 đầu vào với nhau. Thứ nhì, trong một vòng kín, hệ thống hồi tiếp âm sẽ định hình điện áp đầu vào sao cho được khuếch đại lên cùng với mức tín hiệu, và điều này có thể ảnh hưởng trong các mạch đòi hỏi độ chính xác cao về mặt một chiều, hoặc khi tín hiệu vào quá nhỏ. Nhiều thiết kế cũ của mạch khuếch đại thuật toán có các chân ra để chỉnh định điện áp bù đầu vào. Các thiết kế hiện đại hơn có các mạch tự động triệt tiêu điện áp bù đầu vào nàybằng kỹ thuật băm điện áp. Hoặc một số mạch khác đo lường điện áp bù này, và tạo ra điện áp đối kháng để trừ lại.
- Độ lợi đồng pha — Một mạch khuếch đại thuật toán hoàn hảo chỉ khuếch đại hiệu số điện thế giữa 2 đầu vào, và không quan tâm đến điện áp chung của chúng. Tuy nhiên các đầu vào vi sai của các bộ khuếch đại thuật toán thường không hoàn hảo khiến cho nó có thể khuếch đại các tín hiệu đưa đến đồng thời cả hai đầu vào một chút ít. Thông số tiêu chuẩn để đánh giá tác động này là hệ số triệt tín hiệu đồng pha (hoặc đồng thời) common-mode rejection ratio (viết tắt là CMRR). Giảm thiểu hệ số này là điều rất quan trọng trong các mạch khuếch đại không đảo (sẽ mô tả dưới đây) làm việc ở hệ số khuếch đại lớn.
- Hiệu ứng nhiệt — Tất cả các thông số của mạch khuếch đại thuật toán bị ảnh hưởng do nhiệt. Độ trôi nhiệt của điện áp bù đầu vào đặc biệt quan trọng.

### Những sai lệch về mặt xoay chiều
- Băng thông hữu hạn — Tất cả các mạch khuếch đại đề có băng thông hữu hạn. Hạn chế này sẽ gây ra những vấn đề cho mạch khuếch đại thuật toán. Trước hết kèm theo sự hạn chế về băng thông là sự khác biệt về pha giữa đầu vào và đầu ra. Sự lệch pha này có thể gây nên dao động trong một số mạch hồi tiếp Mạch bù trừ tần số dùng trong một số mạch khuếch đại thuật toán sẽ làm giảm băng thông, nhưng lại làm tăng độ ổn định đầu ra khi sử dụng với các kiểu hồi tiếp khác nhau. Thứ nhì, hạ thấp băng thông sẽ làm giảm bớt mức độ hồi tiếp ở tần số cao, làm tăng méo tăng độ ồn và tăng tổng trở ra. Đồng thời giảm độ tuyến tính của đặc tuyến tần số pha.
- Điện dung đầu vào — Rất quan trọng trong các ứng dụng cao tần vì nó làm hạ thấp băng thông vòng hở của mạch khuếch đại.
- Hệ số khuếch đại đồng pha — Xem phần Những sai lệch về mặt một chiều bên trên.

### Những sai lệch do phi tuyến
- Bão hòa — điện áp đầu ra sẽ bị giới hạn ở trị số thấp nhất và cao nhất gần với điện áp nguồn nuôi. (Điện áp đầu ra không thể đạt đến điện áp nguồn là do những giới hạn của tầng suất. Xem phần Tầng suất dưới đây.) Hiện tượng bão hòa xảy ra khi điện áp đầu ra của mạch khuếch đại đạt đến các giá trị, và thường tùy thuộc vào:
  - Trong trường hợp mạch khuếch đại thuật toán sử dụng nguồn lưỡng cực, độ lợi điện áp làm cho điện áp đầu ra dương hơn trị số cao nhất hoặc âm hơn trị số thấp nhất; hoặc
  - Trong trường hợp mạch khuếch đại thuật toán sử dụng nguồn đơn cực, nếu độ lợi điện áp gây ra điện áp đầu ra dương hơn trị số cao nhất, hoặc khi điện áp ra quá thấp, gần điện thế đất hơn trị số giới hạn thấp nhất.[2]
- Độ dốc điện áp — Đầu ra của các mạch khuếch đại có thể đạt đến mức thay đổi điện áp cao nhất của nó. Đại lượng tốc độ thay đổi điện áp tối đa đo được thường được hiển thị theo đơn vị vôn trên mili giây. Khi đang ở trong thời điểm thay đổi này, mọi thay đổi ở đầu vào đều không ảnh hưởng đến đầu ra. Độ dốc của đầu ra mạch khuếch đại thường do các điện dung ký sinh bên trong mạch khuếch đại, đặc biệt là những mạch có hỗ trợ mạch bù tần số bên trong.
- Hàm truyền phi tuyến — Điện áp ra có thể sẽ không tỷ lệ chính xác vối điện áp vi sai đầu vào. Điều này sinh ra méo dạng nếu đầu vào là một tín hiệu có dạng sóng. Ảnh hưởng của nó sẽ rất bé trong các mạch có sử dụng hồi tiếp âm.

### Những lưu ý về mặt công suất
- Giới hạn dòng điện đầu ra — Dòng điện đầu ra phải được giới hạn. Thực ra đa số các mạch khuếch đại thuật toán đã được thiết kế sao cho giới hạn dòng điện đầu ra không vượt quá một trị số xác định, khoảng 25 mA đối với mạch khuếch đại thuật toán 741 do đó có thể tự bảo vệ mạch và các mạch bên ngoài không bị hư hỏng.
- Giới hạn công suất tiêu tán — Một mạch khuếch đại thuật toán là một mạch khuếch đại tuyến tính. Do đó nó sẽ bị tiêu tán một năng lượng dưới dạng nhiệt năng, tỷ lệ với dòng điện đầu ra và hiệu số điện áp giữa điện áp nguồn và điện áp đầu ra. Nếu mạch khuếch đại tiêu tán quá nhiều năng lượng, nhiệt độ của nó có thể tăng lên trên ngưỡng an toàn. Mạch có thể bị dẫn đến sụp đổ do nhiệt hoặc bị phá hỏng.

## Ký hiệu
Ký hiệu trên mạch điện của một mạch khuếch đại thuật toán như sau:
Trong đó:
- V+: Đầu vào không đảo
- V-: Đầu vào đảo
- Vout: Đầu ra
- VS+: Nguồn cung cấp điện dương
- VS−: Nguồn cung cấp điện âm

Ký hiệu của mạch khuếch đại thuật toán trên sơ đồ điện

Các chân cấp nguồn (VS+ and VS−) có thể được ký hiệu bằng nhiều cách khác nhau. Cho dù vậy, chúng luôn có chức năng như cũ. Thông thường những chân này thường được vẽ dồn về góc trái của sơ đồ cùng với hệ thống cấp nguồn cho bản vẽ được rõ ràng. Một số sơ đồ người ta có thể giản lược lại, và không vẽ phần cấp nguồn này. Vị trí của đầu vào đảo và đầu vào không đảo có thể hoán chuyển cho nhau khi cần thiết. Nhưng chân cấp nguồn thường không được đảo ngược lại.

## Ứng dụng trong thiết kế hệ thống điện tử
Sử dụng mạch khuếch đại thuật toán như một khối mạch điện sẽ dễ dàng và sáng sủa hơn nhiều so với việc tính toán xác định tất cả các thông số của các phần tử trong mạch (transistor, điện trở, vv...), cho dù mạch khuếch đại là mạch tích hợp hay linh kiện rời. Những mạch khuếch đại thuật toán đầu tiên có thể được sử dụng như thế nếu nó là một khối khuếch đại vi sai thực sự có độ lợi đủ lớn. Trong các mạch sau này, những giới hạn của các tầng khuếch đại sẽ áp đặt vào những dải thông số của mỗi mạch.
Việc thiết kế mạch được tiến hành theo một số trình tự giống nhau cho mọi mạch. Những đặc tính sẽ được vẽ ra trước định ra những gì mà mạch phải thực hiện, với những giới hạn cho phép. Thí dụ, độ lợi có thể cần là 100 lần, với sai số thấp hơn 5%, nhưng thay đổi ít hơn 1% khi nhiệt độ thay đổi trong một phạm vi định trước; tổng trở đầu vào không nhỏ hơn 1 MΩ vv...
Một mạch điện được thiết kế thường với sự trợ giúp của các công cụ mô phỏng trên máy tính. Những mạch khuếch đại thuật toán thông dụng và các linh kiện khác sẽ được chọn lựa sao cho phù hợp với những yêu cầu của mạch và nằm trong sai số cho phép với giá cả hợp lý. Nếu không đạt tất cả các yêu cầu của mạch, các giá trị có thể được thay đổi.
Sản phẩm mẫu sau đó sẽ được thực hiện và thử nghiệm. Các thay đổi sẽ được thực hiện để đạt hay tăng cường các đặc tính, thay đổi chức năng hoặc giảm giá thành.

## Hoạt động - Đối với một chiều
Độ lợi vòng hở được định nghĩa là hệ số khuếch đại của mạch khuếch đại thuật toán từ đầu vào đến đầu ra khi không có hồi tiếp. Trong hầu hết các tính toán thực tế, độ lợi vòng hở được xem như vô cùng lớn mặc dù thật ra không phải như vậy. Một linh kiện tiêu biểu thường có độ lợi vòng hở đối với một chiều nằm trong khoảng từ 100.000 đến 1.000.000. Trị số này đủ lớn cho các ứng dụng có độ lợi xác định bằng lượng hồi tiếp âm. Các mạch khuếch đại thuật toán có những giới hạn sử dụng mà người thiết kế cần phải nhớ rõ và đôi khi phải làm việc với chúng. Khi thiết kế cụ thể độ mất ổn định có thể xảy ra trong các mạch khuếch đại một chiều nếu các thành phần xoay chiều bị bỏ qua.

## Hoạt động - Đối với xoay chiều
Độ lợi của mạch khuếch đại thuật toán tính toán ở một chiều sẽ không áp dụng được trong xoay chiều tần số cao. Có thể xem gần đúng là hệ số khuếch đại sẽ tỷ lệ nghịch với tần số. Điều này có nghĩa là các mạch khuếch đại thuật toán có đặc tính dựa vào tích số Độ lợi - Băng thông. Thí dụ như một mạch khuếch đại thuật toán có tích số độ lợi - băng thông bằng 1 MHz sẽ có độ lợi bằng 5 ở 200 kHz và độ lợi bằng 1 ở 1 MHz. Đặc tính thông hạ này được giới thiệu có chủ đích vì nó có khuynh hướng tạo ra sự ổn định cho mạch với phương pháp bù tần số.
Các mạch khuếch đại thuật toán thông dụng rẻ tiền thường có tích số độ lợi - băng thông trong khoảng vài MHz. Các mạch khuếch đại đặc biệt và khuếch đại thuật toán tốc độ cao có thể có tích số độ lợi - băng thông đạt đến hàng trăm MHz. Đối với các ứng dụng tần số rất cao thường sử dụng dạng mạch khác hoàn toàn gọi là mạch khuếch đại thuật toán hồi tiếp dòng điện.

## Mạch khuếch đại không đảo cơ bản
Một mạch khuếch đại thuật toán thông dụng có 2 đầu vào và 1 đầu ra. Điện áp đầu ra bằng bội số của sai biệt điện áp hai đầu vào:
Vout = G(V+ − V−)
G là độ lợi vòng hở của mạch khuếch đại thuật toán. Đầu vào được giả định có tổng trở rất cao; Dòng điện đi vào hoặc ra ở đầu vào sẽ không đáng kể. Đầu ra được giả định có tổng trở rất thấp.
Nếu đầu ra được đưa trở về đầu vào đảo sau khi được chia bằng một bộ phân áp {\displaystyle K={\frac {R_{1}}{R_{1}+R_{2}}}}, nên:

Kết cấu của một mạch khuếch đại thuật toán ráp thành mạch khuếch đại không đảo cơ bản.

{\displaystyle V_{+}=V_{in}}
{\displaystyle V_{-}=KV_{out}}
{\displaystyle V_{out}=G{\bigl (}V_{in}-KV_{out})}
Để tính {\displaystyle {\frac {V_{out}}{V_{in}}}}, chúng ta thấy là một hệ số khuếch đại tuyến tính với độ lợi là:
Vout/Vin = G /(1 + G K)'
Nếu G rất lớn, Vout/Vin sẽ gần bằng 1/K, bằng 1 + (R2/R1).
Kiểu nối hồi tiếp âm như thế này được sử dụng rất thường xuyên nhưng có thể có nhiều biến thể khác nhau, làm cho nó trở nên một trong những khối linh hoạt nhất trong tất cả các khối lắp đặt điện tử.
Khi được nối trong một vòng hồi tiếp âm, mạch khuếch đại thuật toán sẽ cố gắng điều chỉnh Vout sao cho điện áp vào sẽ càng gần nhau. Điều này, cùng với tổng trở đầu vào cao đôi khi được xem là 2 nguyên tắc vàng của thiết kế mạch khuếch đại thuật toán (đối với những mạch có hồi tiếp âm) đó là::
1. Không có dòng điện đi vào đầu vào.
2. Điện áp ở 2 đầu vào phải gần bằng nhau.

Có ngoại lệ là nếu điện áp ra cần thiết lại vượt quá nguồn điện cung cáp cho mạch, điện áp ra sẽ gần bằng với mức ngưỡng của nguồn cấp, VS+ hoặc VS−.
Hầu hết các mạch khuếch đại thuật toán đơn, đôi hoặc bộ tứ đều có các thứ tự chân ra theo tiêu chuẩn, cho phép có thể lắp thay đổi lẫn nhau mà không cần thay đổi sơ đồ nối dây. Một mạch khuếch đại thuật toán cụ thể sẽ được chọn theo độ lợi vòng hở, băng thông, hệ số tạp âm, tổng trở đầu vào, công suất tiêu tán hoặc phối hợp giữa những chức năng đó.

## Sơ đồ bên trong của mạch khuếch đại thuật toán 741

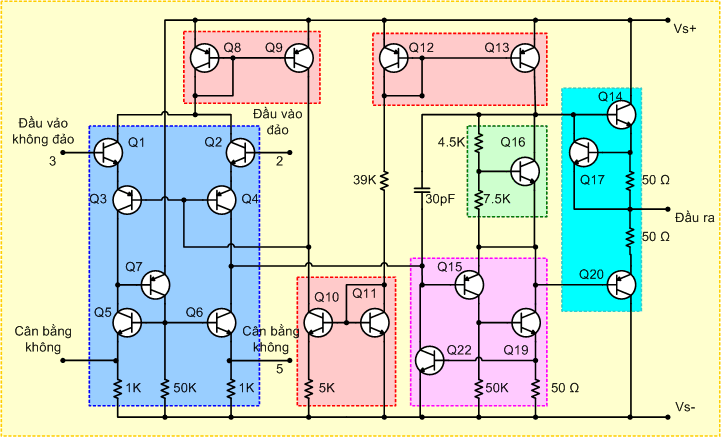
Sơ đồ chi tiết bên trong mạch khuếch đại thuật toán ųA741

Mặc dù các thiết kế có thể khác nhau giữa các sản phẩm và các nhà chế tạo, nhưng tất cả các mạch khuếch đại thuật toán đều có chung những cấu trúc bên trong, bao gồm 3 tầng:
1. Mạch khuếch đại vi sai
  - Tầng khuếch đại đầu vào — tạo ra độ khuếch đại tạp âm thấp, tổng trở vào cao, thường có đầu ra vi sai
2. Mạch khuếch đại điện áp
  - Tầng khuếch đại điện áp, tạo ra hệ số khuếch đại điện áp lớn, độ suy giảm tần số đơn cực, và thường có ngõ ra đơn
3. Mạch khuếch đại đầu ra:
  - Tầng khuếch đại đầu ra, tạo ra khả năng tải dòng lớn, tổng trở đầu ra thấp, có giới hạn dòng và bảo vệ ngắn mạch.

### Gương dòng điện
Các phần mạch điện được tô màu đỏ cam là các gương dòng điện. Dòng điện ban đầu để có thể sinh ra các dòng điện khác được xác định bởi điện áp cấp nguồn và điện trở 39 kΩ cùng với 2 mối nối pn tạo ra. Dòng điện được tính gần đúng bằng:
```
(
V
S+
 − 
V
S−
 − 2
V
be
)/39 kΩ.
```

Trạng thái của tầng khuếch đại đầu vào được điều khiển bởi hai gương dòng điện bên phía trái. Q10 and Q11 hình thành một nguồn dòng Widlar trong đó điện trở 5 kΩ sẽ đặt dòng điện của cực thu Q10 đến một trị số có tỷ lệ rất nhỏ so với dòng điện ban đầu. Dòng điện cố định của Q10 cấp dòng cực nền cho transistor Q3 và Q4 nhưng cũng cấp dòng cực thu cho Q9, trong khi gương dòng điện Q8 và Q9 sẽ cố bám theo độ lớn của dòng cực thu Q3 và Q4. Dòng nay cũng bằng với dòng điện yêu cầu cho đầu vào, và sẽ là một tỷ lệ nhỏ của dòng điện Q10 vốn đã nhỏ.
Một cách khác để nhìn nhận vấn đề là nếu dòng điện của đầu vào có khuynh hướng tăng cao hơn dòng điện Q10, thì gương dòng điện Q8, Q9 sẽ tháo bớt dòng điện ra khỏi chực nền chung của Q3 và Q4, hạn chế dòng đầu vào, và ngược lại. Như vậy, điều kiện về một chiều của tầng đầu vào sẽ được ổn định nhờ một hệ thống hồi tiếp âm có độ lợi cao. Vòng hồi tiếp này cũng loại trừ những thay đổi theo hướn đồng pha của các thành phần khác trong mạch bằng cách làm cho điện áp cực nền của Q3/Q4 bám theo 2Vbe thấp hơn trị số của điện áp đầu vào.
Gương dòng điện ở góc trái trên Q12/Q13 tạo ra dòng điện cố định cho tầng khuếch đại điện áp lớp A qua cực thu của Q13, và độc lập với điện áp ngõ ra.

### Tầng khuếch đại vi sai đầu vào
Phần mạch điện tô màu xanh dương đậm là một tầng khuếch đại vi sai. Q1 và Q2 là transistor đầu vào, lắp theo kiểu theo cực phát (hay kiểu cực thu chung) phối hợp bởi đôi transistor Q3 và Q4 nối cực gốc chung thành mạch vi sai đầu vào. Ngoài ra, Q3 và Q4 cũng tác động như một bộ dời mức điện áp và tạo ra một độ lợi để kéo tầng khuếch đại lớp A Chúng cũng tăng cường khả năng chịu điện áp ngược của Vbe rating cho các transistor đầu vào.
Mạch khuếch đại vi sai Q1 - Q4 sẽ kéo một tải tích cực là gương dòng điện Q5 - Q7. Q7 làm tăng độ chính xác của gương dòng điện bằng cách giảm trị số dòng điện tín hiệu cần thiết đi từ Q3 để kéo cực nền của Q5 và Q6. Gương dòng điện này sẽ biến đổi tín hiệu vi sai thành tín hiệu đơn theo cách sau:
Dòng điện tín hiệu của Q3 sẽ là đầu vào của gương dòng điện trong khi đầu ra của gương dòng điện (cực thu của Q6) được nối đến cực thu của Q4. Ở đây, dòng tín hiệu của Q3 và Q4 sẽ được cộng lại với nhau. Đối với nguồn vi sai đầu vào, tín hiệu của Q3 và Q4 bằng và ngược dấu với nhau. Như thế, tổng này sẽ bằng hai lần dòng điện tín hiệu. Mạch này đã hoàn tất quá trình biến từ tín hiệu vào vi sai thành tín hiệu ra đơn.
Điện áp tín hiệu hở mạch xuất hiện ở điểm này do tổng dòng điện trên và các điện trở cực thu của Q4 và Q6 nối song song. Do điện trở cực thu của Q4 và Q6 đối với tín hiệu sẽ rất lớn, nên độ li75 của điện áp hở mạch của tầng này sẽ rất lớn.
Cần lưu ý rằng dòng điện cực nền của đầu vào khác không, và tổng trở đầu vào vi sai của 741 sẽ xấp xỉ 2 MΩ. Chân "offset null" có thể được dùng để lắp các điện trở ngoài song song với điện trở 1 kΩ (thông thường đó sẽ là 2 đầu cuối của 1 biến trở tinh chỉnh) để điều chỉnh cân bằng cho gương dòng điện Q5, Q6, và như thế sẽ gián tiếp điều chỉnh điện áp ra khi tín hiệu đầu vào = 0.

### Tầng khuếch đại điện áp lớp A
Phần nằm trong khối màu tím là một mạch khuếch đại lớp A. Nó bao gồm 2 transistor NPN nối Darlington và sử dụng đầu ra của một gương dòng điện làm tải cực thu nhằm có độ lợi lớn. 
Tụ điện 30 pF tạo ra hồi tiếp âm chọn lọc tần số cho tầng khuếch đại này, hình thành một bộ bù tần số để tạo sự ổn định. Kỹ thuật này gọi là bù kiểu Miller và chức năng của nó giống như một mạch tích phân dùng mạch khuếch đại thuật toán. Đặc tuyến biên độ tần số của nó có độ dốc bắt đầu từ 10 Hz và giảm 3 dB / bát độ theo tần số. Nó sẽ kết thúc khi độ lợi giàm xuống một.

### Mạch định thiên đầu ra
Khối màu xanh lá cây (Q16) là một mạch dời mức điện áp, hoặc một mạch nhân Vbe,một dạng của nguồn điện áp. Trong mạch điện như hình vẽ, Q16 tạo ra một sụt áp không đổi giữa cực thu và cực phát bất kể dòng điện qua mạch. Nếu dòng điện cực nền gần bằng không, điện áp giữa hai cực phát và cực nền là 0.625 V (trị số tiêu chuẩn của BJT trong miền tích cực), Do đó dòng điện đi qua điện trở 4.5 kΩ sẽ bằng với dòng đi qua điện trở 7.5 kΩ, và sẽ gây ra giảm áp trên đó là 0.375 V. Do đó nó sẽ duy trì điện áp trên 2 đầu transistor và 2 điện trở là 0.625 + 0.375 = 1 V. Nó sẽ định thiên cho 2 transistor đầu ra ở vùng dẫn gần và giảm méo xuyên tâm. Trong một số mạch khuếch đại linh kiện rời, chức năng này được thực hiện với chỉ 2 diode.

### Tầng xuất
Tầng xuất (khối màu xanh lạt) là một mạch khuếch đại đầy kéo lớp AB (Q14, Q20) được định thiên bằng bộ nhân điện áp Vbe Q16 và các điện trở cực thu của nó. Tầng này được kéo bằng cực thu của Q13 và Q19. Dải điện áp ra khoảng thấp hơn 1 volt so với nguồn cấp ứng bao gồm phần điện áp của Vbe transistors Q14 và Q20.
Điện trở 25 Ω trong mạch ra tác động như một mạch nhạy dòng, để tạo chức năng giới hạn dòng ra của transistor Q14 đến trị số khoảng 25 mA đối với 741. Giới hạn cho dòng điện ra âm bằng cách sử dụng điện áp ngang qua điện trở cực phát của Q19 và dùng điện áp này để giảm bớt dòng điện kéo cực nền của Q15. Với các phiên bản mới hơn có thể thấy những sai biệt nhỏ trong mạch giới hạn dòng ra này.
Điện trở ra không bằng 0 nhưng nếu sử dụng hồi tiếp thì có thể tiến đến gần 0 nếu có sử dụng hồi tiếp âm.
Ghi chú: Vì mạch 741 đã từng được dùng trong các thiết bị âm thanh và các thiết bị nhạy cảm khác, nhưng giờ đây nó ít được dùng hơn, vì những mạch khuếch đại đời mới hiện đại đã có nhiều tiến bộ trong việc loại trừ tạp âm. Bên cạnh những tạp âm phát sinh, 741 và các mạch cũ hơn cũng có tỷ số nén tín hiệu đồng pha không tốt lắm nên chúng cũng sinh ra tiếng hù và những tương tác đồng pha khác thí dụ như tiếng "click" khi đóng ngắt nguồn trong những thiết bị nhạy cảm. 